# Bidessus decellei
Bidessus decellei är en skalbaggsart som beskrevs av Olof Biström 1985. Bidessus decellei ingår i släktet Bidessus och familjen dykare. Inga underarter finns listade i Catalogue of Life.